# إس. إم. هيث
إس. إم. هيث هو سياسي أمريكي، ولد في 27 أغسطس 1859 في ووترفيل في الولايات المتحدة، وتوفي في 3 أبريل 1919 في هوكويام في الولايات المتحدة. نشط حزبياً في الحزب الجمهوري. وقد انتخب عضو مجلس نواب واشنطن ‏.